# Reserva Paisajística Subcuenca del Cotahuasi
Die Reserva Paisajística Subcuenca del Cotahuasi ist ein Schutzgebiet in Südwest-Peru in der Provinz La Unión der Region Arequipa. Reserva Paisajística lässt sich ins Deutsche als „Landschaftsreservat“ übersetzen. Subcuenca bedeutet Teil-Einzugsgebiet. Das Schutzgebiet wurde am 23. Mai 2005 eingerichtet. Verwaltet wird es von der staatlichen Naturschutz-Agentur Servicio Nacional de Areas Naturales Protegidas por el Estado (SERNANP). Das Areal besitzt eine Größe von 4905,5 km². Das Schutzgebiet dient der Erhaltung einer ariden Gebirgslandschaft im Süden der peruanischen Westkordillere. Es wird in der IUCN-Kategorie V geführt. Es ist eines von zwei Schutzgebieten der Kategorie Reserva Paisajística in Peru. Das andere Schutzgebiet ist die Reserva Paisajística Nor Yauyos Cochas.

## Lage
Das Schutzgebiet liegt in der peruanischen Westkordillere, 200 km nordwestlich der Regionshauptstadt Arequipa, in Höhen zwischen 950 m und 6093 m. Der Río Cotahuasi durchquert das Gebiet in südwestlicher Richtung und entwässert es dabei. Den höchsten Punkt bildet der Vulkan Solimana an der südlichen Grenze des Schutzgebietes.

## Ökologie
Zur Vogelwelt der Region gehören 158 Arten, darunter der Südandenspecht (Colaptes rupicola), der Rotrückenbussard (Buteo polyosoma), der Veränderliche Bussard (Buteo poecilochrous), der Feinschnabelämmerling (Xenospingus concolor), der Andenflamingo (Phoenicoparrus andinus), der Jamesflamingo (Phoenicoparrus jamesi) und der Chileflamingo (Phoenicopterus chilensis). Zu den Säugetieren in dem Areal zählen die Fahle Fettschwanzbeutelratte (Thylamys pallidior), die Bergkatze (Oreailurus jacobita), der Andenschakal (Pseudalopex culpaeus), der Puma (Puma concolor), das Vikunja (Vicugna vicugna), das Guanako (Lama guanicoe) und der Nordandenhirsch (Hippocamelus antisensis). Außerdem kommt in den Schutzgebiet die Gattung Leptotyphlops aus der Familie der Schlankblindschlangen (Leptotyphlopidae) vor. Zur Flora gehören Abutilon arequipense aus der Gattung Abutilon, Tarasa marinii aus der Unterfamilie Malvoideae, Malesherbia angustisecta aus der Gattung Malesherbia, die Lupinen-Art Lupinus paruroensis, Yareta (Azorella compacta), Leucheria daucifolia aus der Unterfamilie Mutisioideae, die Greiskräuter-Art Senecio violaefolius, Xenophyllum poposum aus der Tribus Senecioneae, die Grasart Stipa ichu, die Gattung Polylepis, Puya raimondii und Parastrephia lucida aus der Tribus Astereae.